# Туранська плита

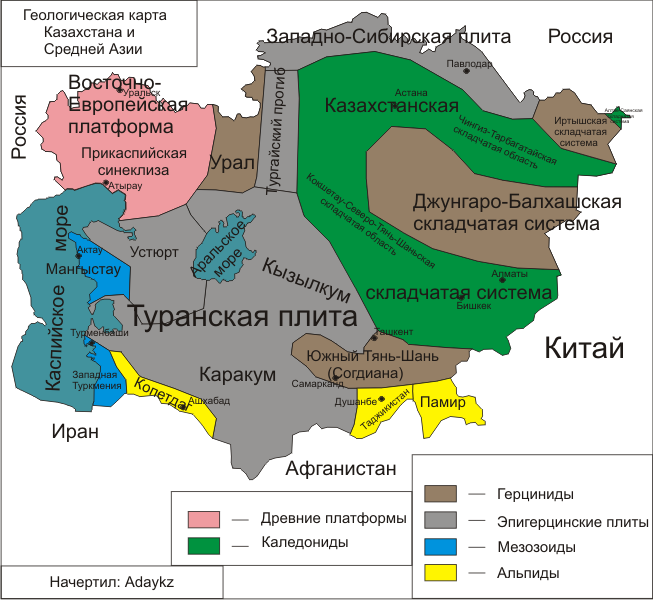
Туранська плита в Середній Азії

Туранська плита — тектонічна плита, займає великий простір на схід від Каспійського моря в межах Туранської низовини, плато Устюрт, півострова Мангишлак, Аральського моря і прилеглих до них територій до Ферганської западини на сході включно.

## Опис
На північному заході межує з Прикаспійською западиною Східноєвропейської платформи. На півночі межа проходить герцинським хребтом Мугоджари, перетинає Тургайський прогин між витоками річок Тургай і Убаган.
На північному сході плита обмежена виходами каледонідів Казахського дрібносопковика. Південно-східна межа плити простягається від крайньої західної точки озера Балхаш до району Ташкента, перетинаючи західні відроги Тянь-Шаню, які разом з хребтом Каратау включають у межі плити.
До складу плити входить і Ферганська западина. На південь від Ташкента межа плити простежується уздовж краю молодих гірських хребтів, через Самарканд і далі, огинаючи відроги Гісарського хребта, до Амудар'ї, йде південніше, в межі Афганістану, де займає найпівнічнішу його частину.
Починаючи від річки Мургаб і на захід межа плити проходить територією Туркменістану, продовжуючись безпосередньо на північ від підніжжя хребта Копетдаг, складеного альпійськими складчастими комплексами, виходячи до берега Каспію безпосередньо на південь від затоки (від 1980 р — лагуни) Кара-Богаз-Гол. Найбільш умовна західна межа плити.
З розташованої на захід від Каспію Скіфською епігерцинською плитою Туранська становить одне ціле, і в новітній літературі все частіше використовується термін «Скіфсько-Туранська плита».
Однак для зручності викладу матеріалу ми будемо розглядати їх окремо, а суто умовний кордон між ними проводити з півдня на північ по середній частині Каспію до гирла річки Урал.
Туранська плита вивчена досить детально. Тут проведено геологічну й регіональні геофізичні знімання, здійснено значний обсяг сейсмічних досліджень і гідрогеологічних робіт.
Подібно до всіх плит, Туранська утворена трьома структурними поверхами: нижній — геосинклінальний, яка формує складчастий фундамент, вище розташовується квазіплатформний, або проміжний структурний поверх, осади якого, на відміну від Західносибірської плити, більшість дослідників не включають до складу фундаменту, і, нарешті, платформний чохол.

## Будова фундаменту
Фундамент складений з докембрійських і палеозойських порід геосинклінального типу, інтенсивно дислокованими і пронизаними численними тілами магматичних порід.
На північному сході плити, майже до правобережжя Сирдар'ї, до лінії глибинного розлому субширотного простягання фундамент сформовано каледонською складчастістю.
Судячи з виходів порід, у північній частині хребта Каратау і на суміжній території на північний схід і схід від плити фундамент складений інтенсивно дислокованими геосинклінальними товщами докембрію, нижнього палеозою і силуру, прорваними численними інтрузіями. На всій іншій території плити фундамент переважно герцинський.
Зчленування цих різновікових блоків відбувається по глибинному розлому, який простежується в гравітаційному полі у вигляді різкої градієнтної сходинки, а в магнітному — вузькою і дуже інтенсивною зоною лінійних аномалій.
У складі герцинського фундаменту, також на основі простежування гравімагнітних аномалій, чітко виділяються дві складчасті зони. Одна з них, що входить до складу Урало-Монгольського пояса, простягається з півночі на південь з боку Уралу, Мугоджар і Тургайського прогину аж до Аральського моря і потім, поступово вигинаючись на південний схід, зчленовується з герцинідамі Тянь-Шаню.
Вона має, мабуть, ранньогерцинський вік. Друга зона, ймовірно пізньогерцинська, простягається майже в широтному напрямку від північного Причорномор'я (Скіфська плита) через Передкавказзя і далі на схід, аж до Фергани. Обидві ці складчасті зони сполучаються по глибинному розлому, який проходить від відрогів південно-західного Гісару через середню течію Амудар'ї (Бухара) до району безпосередньо на південь від півострова Бузачі — краю Російської платформи. Це так званий «Бухарський розлом». Тут розташована гравітаційна сходинка величезної амплітуди і досить чітка субширотна лінійна магнітна аномалія. Чітке відображення в гравімагнітних полях має також розлом, що відокремлює цю субширотну зону пізніх герцинід від альпійської складчастої області Копетдагу. В складі зазначених герцинських зон за даними гравімагнітних досліджень виділено низку каледонських або, можливо, байкальських жорстких масивів, що обтікаються герцинськими складчастими спорудами. До них прилягають ділянки, на яких у більшості випадків відсутні осади проміжного поверху і розташовуються великі і найбільші позитивні структури.
Герцинський складчастий фундамент оголюється на хребті Каратау і на височинах на північ від середньої течії річки Амудар'ї, в горах Султануїздаг (пониззя річки Амудар'ї). Крім того, на ряді ділянок плити він розкритий глибокими свердловинами.
У районах, прилеглих до Мугоджар і Тургаю, фундамент складають кварцити, кристалічні сланці, мармури, пісковики (нижнього палеозою або рифею), потужні флішоїдні товщі силуру, вапнякові і вулканогенно-осадові товщі девону — середнього карбону. Широко розвинені средньопалеозойські основні (спіліт-кератофірові і діабазові) і кислі (ліпарит-дацитові) вулканогенні утворення, а також пізньо-кам'яновугільно-ранньопермські гранітоїди. Особливо характерні ефузиви турне (до 4000 метрів), що простягаються уздовж зони зчленування каледонід Казахстану і герцинід Уралу. Загальна потужність палеозойських відкладів, що складають фундамент, 8000 метрів.
На південь від глибинного «Бухарського розлому» в межах широтної гілки герцинід фундамент виходить на поверхню на височинах у районі гори Красноводська (Туаркир та ін.). Крім того, він розкривається свердловинами на Центральнокаракумському і Карабогазькому склепіннях. Він представлений граніто-гнейсами, ефузивами нижнього і середнього палеозою, среднепалеозойськими кременистими сланцями і кварцитами, прорваними габроїдами. Наймолодшими товщами, що входять до складу фундаменту, є карбонатно-теригенні відклади і ліпарито-дацитові туфи середнього і верхнього карбону.

## Проміжний (другий) структурний поверх
Породи цього структурного поверху з різким кутовим неузгодженням лягають на породи фундаменту і перекриті неузгоджено вкладеними на них породами чохла. В межах області розвитку каледонського фундаменту цей поверх розкритий свердловинами в західній половині Чу-Сарисуйської западини і оголюється на ряді ділянок уздовж північного краю плити. В її основі залягають вулканогенно-осадова товща нижнього девону і низів середнього девону (андезити, дацити, ліпарити, пачки червоноколірних пісковиків і конгломератів), що перекривається, середньо- і верхньодевонськими пісковиками й конгломератами. Потужність розрізу до 7 км. Вище залягає соленосна (гіпси, ангідрити, кам'яна сіль) або вугленосна товща, вік якої — від верхів фамена до турне включно. Її потужність до 4 км. На низці ділянок у межах цієї товщі відзначаються прояви соляної тектоніки. З цими ділянками пов'язані промислові прояви нафти і газу. Верхи розглянутого комплексу складені строкатою піщано-конгломератовою товщею потужністю до 3,5 км, що охоплює віковий інтервал від середнього карбону до нижнього тріасу включно. Цей комплекс зазвичай слабо дислокований (кути падіння до 15—20°).
В межах області розвитку герцинського фундаменту проміжний комплекс має ранньопермсько — пізньотріасовий вік. Він поширений майже повсюдно і відсутній лише на виступах фундаменту. Потужність комплексу змінюється від нуля — до перших сотень метрів до 2—4 км в межах Центрального Устюрта і 5 км на півострові Бузачі і на південь від нього (сор Кайдак), а на півострові Мангишлак і в Передкопетдазькому прогині досягає, за даними сейсморозвідки, 11 км. Найдокладніше цей комплекс вивчено на півострові Мангишлак, де, завдяки інтенсивній дислокації, оголюється на поверхні в приосьовій зоні Каратауського валу (каратауський комплекс). У його межах виділено світи морського і континентального генезису. В основі розкритої його частини залягає товща дуже ущільнених пісковиків, алевролітів і аргілітів з прошарками вапняків, рідше туфів і ефузивів. Ця частина розрізу, за даними визначення фауни і флори, відноситься до пермі, нижнього і середнього тріасу. Верхи комплексу складені товщею чорних вапняків, вуглистих, глинистих сланців та аргілітів з рідкісною фауною амонітів верхнього тріасу.
У північно-західній частині плити (плоскогір'я Устюрт) і на півострові Бузачі цей комплекс представлено переважно потужною і досить слабко дислокованою товщею червоноколірних пісковиків, алевролітів і аргілітів і лише у верхах розрізу, в тріасі, іноді з'являються карбонатно-теригенні пачки морського генезису. Пермо-тріасові відклади є одним з найважливіших нафтогазоносних комплексів Туранської плити.

## Платформний чохол
Породи, що складають чохол, лежать або горизонтально, або формують структури з кутами нахилу, що зазвичай не перевищують 1—5°. Лише в прирозломних зонах і зонах альпійської активізації спостерігаються й крутіші кути.
У складі чохла виділяються п'ять основних комплексів, кожен з яких утворює самостійний підповерх: нижньоюрський, середньо- і верхньоюрський, крейда — нижньоміоценовий, а також відображають неотектонічний етап розвитку плити — средньоміоценово-верхньопліоценовий і верхньопліоценово-антропогеновий підповерхи. Три давніх підповерхи є промислово нафтогазоносними.
Нижньоюрський комплекс залягає з різкою кутовою неузгодженістю на дислокованих породах фундаменту, частіше — проміжного поверху. Зазвичай розвинений лише в зонах прогинів. На великих склепіннях він, як правило, відсутній. Складений сіроколірними піщано-глинистими відкладами, зазвичай слабковугленосними. Потужність його коливається від нуля до 1000 м і більше. Середньо- і верхньоюрський комплекси в деяких районах плити лежать зі слабкою кутовою неузгодженістю на нижньоюрських відкладах або частіше — різко неузгоджено безпосередньо на пермо-тріасовому комплексі, або фундаменті. Середня юра представлена в північній і північно-східній частинах плити вугленосними піщано-глинистими відкладами, а в південно-західній частині та південній — сіроколірними теригенними товщами з рідкісною морською фауною. Потужність середньої юри змінюється від нуля до 1000 м. Верхня юра представлена в різних частинах плити морською, теригенною, теригенно-карбонатною або карбонатною товщею. «Мористість» розрізу збільшується з північного заходу на південний схід. На крайній півночі плити в розрізі верхів юри (починаючи від кімериджу) з'являються солі і ангідрити. Потужність відкладів верхньої юри змінюється від декількох сотень до 1000 м і більше.
Крейда — нижньоміоценовий комплекс на окремих ділянках плити (узбережжя Каспію, північніше від Мангишлаку) трансгресивно залягає на юрських і пермо-тріасових відкладах. Низи крейди у північно-західній і західній частинах плити представлені мілководно-морськими сіро- і зеленоколірними піщано-глинистими товщами з рідкісною морською фауною. На всій іншій території плити — це континентальні строкато- і червоноколірні товщі, місцями соленосні і гіпсоносні.
Верхи нижньої крейди, особливо в південній частині плити, прилеглої до альпійської зони, — це морська з багатою фауною товща перешарованих глин, глауконітових пісковиків, вапняків та мергелів. Потужність осадів крейди в межах плити сягає 1300 м і більше. Відклади верхньої крейди формувалися в епоху останньої великої трансгресії, що охоплювала майже всю плиту, крім крайньої східної частини Ферганської западини. Вони представлені в низах глауконітовими пісковиками з фосфоритовими конкреціями, мергелями і глинами з багатою фауною (морські їжаки, іноцерами тощо). У верхах — це переважно карбонатна товща. Потужність верхньої крейди досягає 1300 м.
На сході плити верхньокрейдовий комплекс — це континентальні строкато- і червоноколірні глини, пісковики і конгломерати з уламками кісток динозаврів і шматками деревини, що зазвичай лежать безпосередньо на фундаменті або на відкладах пермо-тріасового віку. Їхня потужність рідко перевищує 50—100 м. Палеогенові відкладення на декількох ділянках плити, на вершинах найбільших підняттів — антекліз і склепінь розташовуються безпосередньо на породах пермо-тріасу або фундаменту. Однак на основній її частині вони узгоджено залягають на верхньокрейдових відкладах. На заході і північно-заході плити відклади палеоцену й еоцену утворені морськими товщами — вапняками, мергелями і глинами. Їхня потужність зазвичай не перевищує 200—250 м. У східній частині Ферганської западини морські відкладення заміщуються лагунними і континентальними.
Олігоцен-нижньоміоценові відкладення, (аналоги майкопської серії Передкавказзя) — це темно-коричневі вапняковисті глини з характерними залишками іхтіофауни. В напрямку на схід, особливо на північний схід (у районі Ташкента і на північний схід від нього) морські осади палеогену і нижнього міоцену поступово заміщуються теригенними прибережно-морськими товщами. На крайньому сході плити майже весь розріз розглянутого інтервалу — це континентальні осади: піски, пісковики, строкатоколірні глини і конгломерати. На південному сході плити, у відкладах еоцену відзначені покриви базальтів, андезитів, їхніх туфів і туфобрекчій. Прошарки попелових туфів відзначаються серед відкладів верхнього еоцену аж до Аральського моря.
Середньоміоценовий — верхньопліоценовий комплекс відкладень особливо широко розвинений у західній частині Туранської плити. Це морські теригенні і карбонатні відклади потужністю від 100—200 м у зонах молодих підняттів до 1000 м і більше — в зонах молодих опускань (Передкопетдазький прогин). У напрямку на схід (на схід від меридіана Аральського моря) вони поступово заміщуються малопотужною континентальною теригенною товщею. З кутовою неузгодженістю цей комплекс залягає на різних горизонтах палеогену або нижнього міоцену, відображаючи етап інтенсивних неотектонічних рухів, що відбувалися в неогені як у Західному Сибіру, так на Уралі. У ранньому і на початку середнього пліоцену в межах усього півдня СРСР відбувалася велика регресія, що змінилася в самому кінці середнього і особливо на початку пізнього пліоцену великою акчагильською трансгресією: море знову поширюється на схід, охоплюючи простір до Уралу і низин Амудар'ї.
Верхньопліоценово-четвертинний комплекс представлений на заході і півночі плити як морськими (бакинська, хозарська та хвалинська трансгресії), так і континентальними відкладами — пісками і галечниками, глинами, алевролітами. Потужність цих відкладень не перевищує декількох десятків метрів. У Передкопетдазькому прогині і по всьому сходу плити це алювіальні, озерні і, головним чином, еолові утворення, потужність яких змінюється від десятків і сотень метрів до 1—3 км у Передкопетдазькому прогині.